# Argyrostrotis sequistriaris
Argyrostrotis sequistriaris là một loài bướm đêm trong họ Erebidae.